# V810 Центавра
V810 Центавра (лат. V810 Centauri) — двойная звезда, состоящая из жёлтого сверхгиганта (главный компонент, V810 Cen A) и голубого гиганта (второй компонент, V810 Cen B). Является переменной звездой с малой амплитудой, в основном за счёт сверхгиганта, превосходящего на 3 звёздные величины второй компонент по блеску.
V810 Cen A проявляет полуправильные вариации блеска с несколькими компонентами по периоду. Главная мода составляет около 156 дней и соответствует основной (фундаментальной) моде радиальных пульсаций классических цефеид. В отсутствие других мод пульсаций объект можно было бы считать классической цефеидой. Другие моды пульсаций также проявляются и обладают периодами от 89 до 234 дней, наиболее сильные моды представляют собой, по всей вероятности, нерадиальную p-моду с периодом 107 дней и нерадиальную g-моду с периодом 185 дней.
Голубой гигант обладает почти такими же массой и светимостью, как и главный компонент, но блеск объекта кажется меньшим. Главный компонент, как предполагается, потерял около 5M⊙ со времени существования на главной последовательности, он расширился и понизил температуру, а в настоящее время находится на голубом краю полосы нестабильности цефеид. Ожидается, что звезда больше не будет остывать и может прочертить голубую петлю на диаграмме, при этом немного увеличив светимость.
Ранее считалось, что V810 Cen входит в состав рассеянного скопления Stock 14 на расстоянии 2,6 кпк от Солнца, но в настоящее время звезда считается более далёким объектом. Расстояние, полученное спектрофотометрическим методом, оказывается больше, чем величина, полученная по измерению параллакса космическим аппаратом Hipparcos, но в пределах ошибок измерений.